# Emma Johansson
Emma Karolina Johansson (Sollefteå, 23 de setembro de 1983) é uma ciclista de estrada profissional sueca. Conquistou a medalha de prata na prova de estrada individual feminina nos Jogos Olímpicos de Verão de 2008 em Pequim, na China, e na mesma disciplina nos Jogos Olímpicos de Verão de 2016 no Rio de Janeiro, no Brasil.